# Maurice Sendak

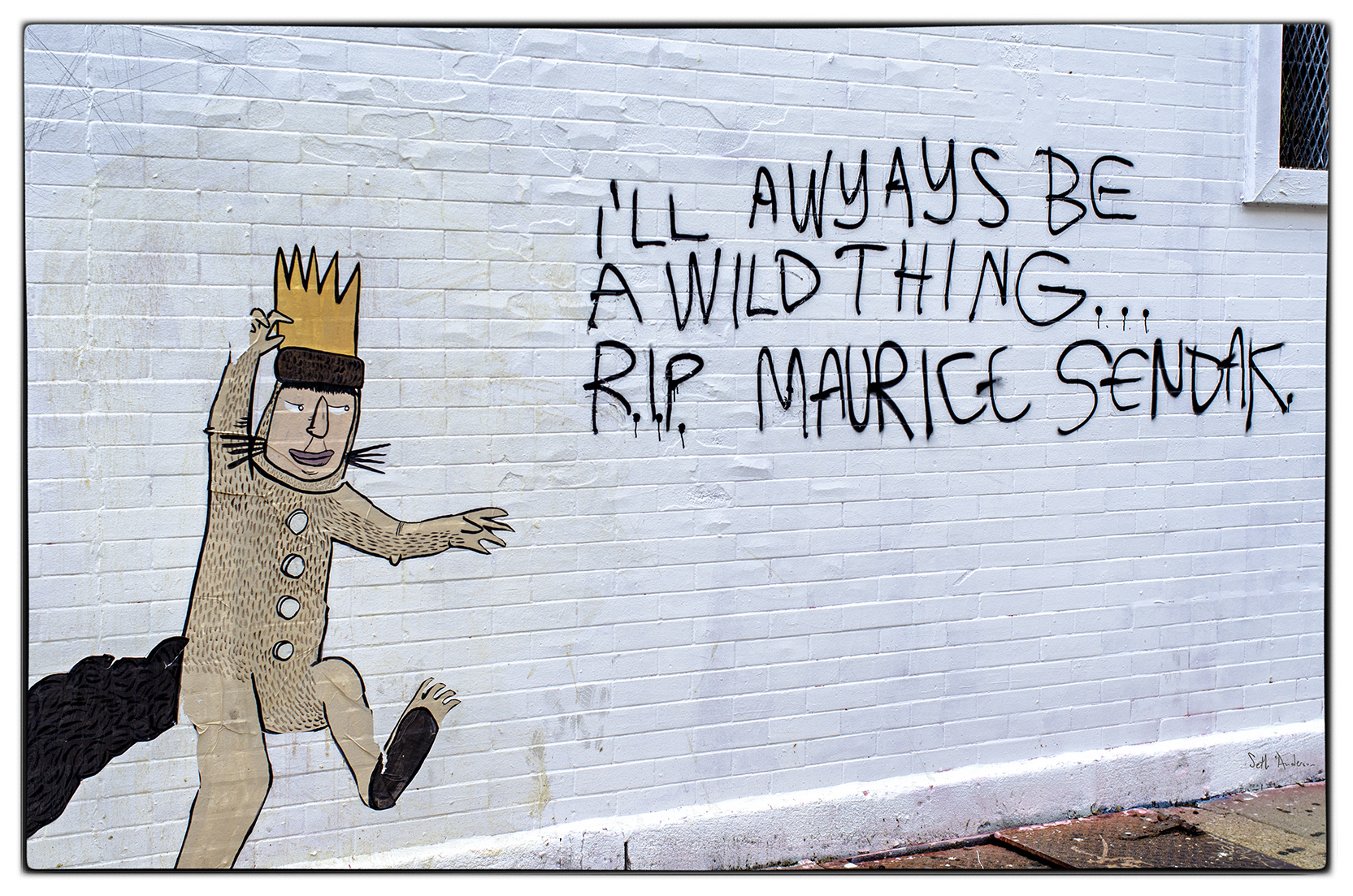
Tekening gebaseerd op Where the Wild Things Are met tekst op een muur in Wicker Park, Chicago

Maurice Bernard Sendak (Brooklyn, New York, 10 juni 1928 – Danbury, Connecticut, 8 mei 2012) was een Amerikaanse schrijver en illustrator van kinderboeken. Hij schreef meer dan 20 boeken en illustreerde er meer dan 100.

## Biografie
Sendak was een zoon van Joodse immigranten uit Polen. Hij was zich vanaf zijn tienerjaren bewust van de dood van familieleden in de Holocaust. De verschrikkingen uit zijn kinderjaren komen terug in zijn werk. Hij wilde niet liegen tegen kinderen, zo zei hij in een interview in 2011, en vond de zogenaamde onschuld van kinderen onzin (bullshit).

## Carrière
Sendaks bekendste boek is Where the Wild Things Are (1963), vertaald als Max en de Maximonsters. In de jaren tachtig componeerde de Britse componist Oliver Knussen op een libretto van Sendak een  op dit boek gebaseerde kinderopera. In 2009 verscheen de door Spike Jonze geregisseerde speelfilm Where the Wild Things Are, eveneens op dat boek  gebaseerd. In 1974 was ook al eens een verfilming van dit boek verschenen.
Knussen componeerde ook een kinderopera Higglety Pigglety Pop! op het gelijknamig boek uit 1967 van Sendak. 
Het eerste boek van Sendak was Kenny's Window, uit 1956. Zijn boek Bumble Ardy bewerkte hij samen met Jim Henson in 1970 tot een tekenfilm, bedoeld voor het Engelstalige kinderprogramma Sesame Street. Jim Henson vertolkte in de film de stem van Bumble Ardy. Andere stemacteurs in de film waren Ken Nordine en Marilyn Sokol. 
Sendak illustreerde de Kleine Beer-serie, geschreven door Else Holmelund Minarik.
Sendaks boeken waren vaak onderwerp van discussie, vooral door zijn extravagante schrijfstijl. Het boek In the Night Kitchen (1970) werd in de Verenigde Staten verbannen van scholen en bibliotheken, omdat een volledig naakt jongetje in het boek door een surrealistische keuken rende, waar hij een cake aan het bakken tijdens zijn droomreis.

## Eerbetoon
In 1970 ontving Sendak de Hans Christian Andersenprijs. In 2003 won hij de Astrid Lindgren Memorial Award (ALMA). Hij won ook in de VS de National Medal of Arts en de Caldecott Medal.

## Overlijden
Sendak overleed op 83-jarige leeftijd aan complicaties ten gevolge van een beroerte.
- Bibsys: 90051486
- Biblioteca Nacional de España: XX1018280
- Bibliothèque nationale de France: cb11924407r (data)
- Catàleg d'autoritats de noms i títols de Catalunya: 981058523209506706
- CiNii: DA01728903
- Digitale Bibliotheek voor de Nederlandse Letteren: send008
- Gemeinsame Normdatei: 118764527
- International Standard Name Identifier: 0000 0001 2103 2317
- KulturNav: c60b8506-5b0a-4c5e-b977-11e92ec7e7bf
- Library of Congress Control Number: n80015694
- Nationale Bibliotheek van Letland: 000014350
- MusicBrainz: bc8e1df9-22dc-402c-bcf3-bd0bfa4e7ec7
- Bibliotheek van het Japanse parlement: 00456098
- Nationale Bibliotheek van Tsjechië: jn20020722533
- Nationale bibliotheek van Australië: 36274388
- Nationale Bibliotheek van Israël: 987007296752305171
- Nationale Bibliotheek van Polen: a0000002864640
- Nationale en Universitaire bibliotheek Zagreb: 000536949
- Nederlandse Thesaurus van Auteursnamen: 068919433
- RKD-Nederlands Instituut voor Kunstgeschiedenis: 266361
- Istituto Centrale per il Catalogo Unico: CFIV079806
- LIBRIS: 232973
- SNAC: w62r7t12
- Système universitaire de documentation: 027131998
- Trove: 1240800
- Union List of Artist Names: 500075376
- Virtual International Authority File: 96213928
- WorldCat: E39PBJvH7YHp93FDQWrH49JCcP